# 陸元輔
陸元輔（1617年—1691年），字翼王，一字默庵，號菊隱。直隸嘉定（今上海市嘉定區馬陸鎮戩濱）人。
生於萬曆四十五年（1617年），為諸生。少時師從黃淳耀，加入“直言社”。黄淳耀守嘉定抗清死难，陆元辅将其遗像悬掛於书房，朝夕瞻拜。康熙十七年，舉博學鴻儒科，不久罷歸，與赵俞、张云章、张大受、张鹏翀、孙致弥合稱“嘉定六先生”。著有《十三經註疏類鈔》、《續經籍考》、《禮記集說》、《補正衛道編》、《菊隱集》等。